# Maxine Kumin
Maxine Kumin, née Maxine Winokur le 6 juin 1925 à Philadelphie et morte le 6 février 2014 à Warner dans le New Hampshire, est une écrivaine et poétesse américaine.

## Biographie
Fille de parents juifs, Maxine Kumin est née et a grandi à Philadelphie. Elle effectue sa scolarité dans des écoles catholiques. Elle obtient son Bachelor of Arts en 1946, et son Master of Arts en 1948 au Radcliffe College. En 1946, elle épouse Victor Kumin, un ingénieur diplômé de Harvard. Ils auront deux filles et un fils.
En 1957, elle étudie la poésie avec le poète John Holmes, dans un centre de formation pour adultes de Boston. Elle y fait la connaissance d'Anne Sexton, avec qui elle se lie d'une amitié indéfectible jusqu'au suicide de cette dernière en 1974.
De 1958 à 1961, puis de 1965 à 1968, Maxine Kumin devient enseignante d'anglais, notamment à l'université Tufts dans le Massachusetts. De 1961 à 1963, elle reprend des études au Radcliffe Institute for Independent Study.
Elle a par ailleurs donné des conférences sur la poésie dans de nombreuses universités américaines. Depuis 1976, elle vit avec son mari dans une ferme à Warner, dans le New Hampshire, où ils élèvent des chevaux de race[réf. nécessaire].

## Œuvre
Maxine Kumin a reçu nombre de prix et distinctions littéraires, notamment le Eunice Tietjens Memorial Prize de la poésie en 1972, le prix Pulitzer de la poésie en 1973 pour Up Country, le prix Aiken Taylor, le Poets' Prize, le Ruth E. Lilly Award, cette liste n'étant pas exhaustive. En 1981-82, elle fait office d'expert en matière de poésie auprès de la Bibliothèque du Congrès.
Les critiques ont comparé Maxine Kumin à la poétesse américaine Elizabeth Bishop, en raison de ses descriptions méticuleuses, et au poète Robert Frost, parce qu'elle s'intéresse beaucoup, dans ses textes, au rythme de la vie en Nouvelle-Angleterre rurale. Elle est en outre souvent associée aux poètes du courant confessionnaliste, tels que Anne Sexton, Sylvia Plath et Robert Lowell. Tout au long de son œuvre, Maxine Kumin développe un juste équilibre entre son sens inné du caractère éphémère de la vie et sa fascination envers la densité de la nature qui l'entoure[Interprétation personnelle ?].

### Livres pour enfants
- 1961 Follow the Fall (illustré par Artur Marokvia)
- 1961 Spring Things (illustré par Artur Marokvia)
- 1961 Summer Story (illustré par Artur Marokvia)
- 1961 A Winter Friend (illustré par Artur Marokvia)
- 1962 Mittens in May (illustré par Elliott Gilbert)
- 1964 Sebastian and the Dragon (illustré par William D. Hayes)
- 1964 Speedy Digs Downside Up (illustré par Ezra Jack Keats)
- 1967 Faraway Farm (illustré par Kurt Werth)
- 1969 When Grandmother Was Young (illustré par Don Almquist)
- 1971 When Great-Grandmother Was Young (illustré par Don Almquist)
- 1984 The Microscope (illustré par Arnold Lobel), Harper & Row, 1984,  (ISBN 9780060235239)
- 2006 Mites to Mastodons (illustré par Pam Zagarenski)
- (en) What Color Is Caesar?, Candlewick Press, 2010, 56 p. (ISBN 978-0-7636-3432-2, lire en ligne)
- (en) Oh, Harry!, Roaring Brook Press, 21 juin 2011, 32 p. (ISBN 978-1-59643-439-4, lire en ligne)

Coécrit avec Anne Sexton
- 1963 Eggs of Things (illustré par Leonard Shortall)
- 1964 More Eggs of Things (illustré par Leonard Shortall)
- 1974 Joey and the Birthday Present (illustré par Evaline Ness)
- 1975 The Wizard's Tears (illustré par Evaline Ness)